# 1212 Francette
1212 Francette eller 1931 XC är en asteroid i huvudbältet som upptäcktes den 3 december 1931 av den franske astronomen Louis Boyer vid Algerobservatoriet. Den har fått sitt namn efter upptäckarens fru.
Asteroiden har en diameter på ungefär 76 kilometer och den tillhör asteroidgruppen Hilda.